# Петричич, Душан
Душан Петричич (серб. Душан Петричић) — югославский и сербский иллюстратор и карикатурист. Окончил факультет графики Белградской Академии прикладных искусств в 1969 году. Учился там он в классе профессора Богдана Кршича.

## Биография
За последние несколько десятилетий его работы в качестве политического карикатуриста много раз публиковались во всех основных югославских газетах и журналах.
С 1969 по 1993 Душан Петричич работал карикатуристом в белградской газете «Вечерње новости», а с 1993 года регулярно сотрудничает с рядом ведущих североамериканских газет: The New York Times, The Wall Street Journal, The Toronto Star, Scientific American.
С января 2009 года он стал постоянным сотрудником белградского еженедельника «Политика».
Как соавтор или иллюстратор создал более 30 книг для детей, опубликованных в бывшей Югославии, а также в Северной Америке.
Выиграл множество наград среди авторов книг и политических карикатур по всему миру: Белград, Монреаль, Токио, Будапешт, Амстердам, Лейпциг, Москва, Анкара, Нью-Йорк, Торонто, Скопье…
Был избран профессором книжной иллюстрации Белградской академии прикладных искусств, а также профессором анимации и иллюстрации в колледже Шеридан (Sheridan College) в Оквилле, Канада (Oakville). С 1993 года проживает в Торонто.
В 2014 году был удостоен ежегодной Канадской премии в области детской литературы в качестве иллюстратора, совместно с писателем Кейти Стинсон за книгу «Человек со скрипкой».

## Избранные работы
- In the Tree House, написана en:Andrew Larsen, 2013
- Mr. Zinger’s Hat, en:Cary Fagan, 2012
- My Toronto, Petričić, 2011
- When Apples Grew Noses And White Horses Flew, en:Jan Andrews, 2011
- Better Together, en:Simon Shapiro, 2011
- Jacob Two-Two on the High Seas, en:Cary Fagan, 2009
- Jacob Two-Two Meets the Hooded Fang, en:Mordecai Richler, 2009
- Jacob Two-Two’s First Spy Case, Mordecai Richler, 2009
- Jacob Two-Two and the Dinosaur, Mordecai Richler, 2009
- Mattland, en:Hazel Hutchins and en:Gail Herbert, 2008
- The Queen’s Feet, Sarah Ellis, 2008
- On Tumbledown Hill, en:Tim Wynne-Jones, 2008
- The Longitude Prize, en:Joan Dash, 2008
- My New Shirt, Cary Fagan, 2007
- Lickety-Split, en:Robert Heidbreder, 2007
- Alphabad: Mischievous ABCs, Shannon Stewart, 2007
- Bashful Bob and Doleful Dorinda, Этвуд, Маргарет, 2006
- Bagels from Benny, Aubrey Davis, 2005
- Rude Ramsay and the Roaring Radishes, Margaret Atwood, 2004
- Ned Mouse breaks away, Tim Wynne-Jones, 2003
- Wings and Rockets: The Story of Women in Air and Space, en:Jeannine Atkins, 2003
- Grandmother Doll, en:Alice Bartels, 2001
- Earthlings Inside and Out: A Space Alien Studies the Human Body, en:Valerie Wyatt, 1999
- The Enormous Potato, Aubrey Davis, 1997
- La Grosse Patate, Aubrey Davis and en:Michel Bourque, 1997
- Bone Button Borscht, Aubrey Davis, 1996
- Let’s Play: Traditional Games of Childhood, en:Camilla Gryski, 1996
- Scary Science: The Truth Behind Vampires, Witches, UFO’s Ghosts and More, en:Sylvia Funston, 1996
- The Color of Things, en:Vivienne Shalom, 1995
- Guliver med pritlikavci («Гулливер в стране лилипутов», сербское издание), перевод Путешествия Гулливера Джонатана Свифта, 1987